# Celtis tournefortii
Celtis tournefortii là một loài thực vật có hoa trong họ Cannabaceae. Loài này được Lam. mô tả khoa học đầu tiên năm 1797.